# 阿黛兒·艾奈爾
阿黛兒·艾奈爾（法語：Adèle Haenel，發音：[adɛl enɛl]；1989年2月11日—）是一位法國女演員。2014年，她以《美麗失敗者》獲得法國凱薩獎最佳女配角 。2015年，她凭借电影《不打不相愛》獲得凱薩獎最佳女主角獎。

## 生平
艾奈爾出生於法國巴黎，在塞納-聖但尼省的小鎮蒙特勒伊長大，她稱其為一個充滿左翼氣息的藝術社區。她的母親是一位教師，父親則來自奧地利，從事翻譯工作。艾奈爾也會說一點德語。

## 演藝事業
艾奈爾的首個角色是2002年法國電影《恶魔的孩子》裡的一名患有心智疾病、與哥哥相依為命的小女孩。當時年僅11歲的艾奈爾和親哥哥一起參加試鏡，最終只有她被選中。拍完這部出道作後相隔5年才以《愛上壞女孩》回到了大銀幕。

## 政治立场
哈内尔因其极左翼、托洛茨基主义、女性主义、LGBT+（她对这一身份的宣示较为低调）、反种族主义的政治立场和对社会正义事业的参与而闻名。她认为歧视现象在资产阶级和父权制的框架内交织在一起，导致了性别暴力、性别歧视和种族主义，特别是在她所脱离的学术艺术界。哈内尔主张在戏剧创作中推广一种替代模式，并致力于反对施加于女性和年轻女孩的性别暴力和性侵害。此外，她还将这些议题与马克思主义激进女性主义的基本问题联系起来，并积极参与关于警察暴力、反殖民主义、生态主义以及以巴冲突的讨论。
在2022年法国总统选举期间，哈内尔公开支持托洛茨基主义政党“不断革命”，并参与了该党候选人阿纳斯·卡兹布的竞选活动。然而，卡兹布未能获得足够的提名以获取竞选资格。此后，哈内尔参加了该党的多次会议。2022年5月，她表示自己已成为反资本主义者：她最初“关注的是女性主义问题……，但你会意识到这些系统是相互关联的”，因为“在资本主义框架内不可能实现任何解放”。
艾奈爾是法國＃MeToo運動的著名人物，也是第一位公開談論及譴責法國電影業中性侵犯與性騷擾行為的女演員。

## 私人生活
2014年，艾奈爾在法國凱薩獎頒獎典禮上公開承認她與女導演瑟琳·席安瑪正在交往。2018年，和瑟琳·席安瑪在拍攝《燃燒女子的畫像》之前已和平分手。
2019年，艾奈爾對法國導演克里斯托夫·魯吉亞提出性騷擾指控，她指出在2002年拍攝《Les Diables》時遭到魯吉亞多次強吻及觸摸身體，期間長達三年。艾奈爾表示：「一個近40歲的男子，每週和一個只有12至15歲的女孩在房間獨處，試圖對她上下其手。」、「我真的好難受，好髒，我想死。」等，曾令她決定放棄拍電影。直到2007年，高中畢業的艾奈爾在偶然的機會下遇到《愛上壞女孩》的選角導演Christel Baras，她說服了艾奈爾繼續演戲。

## 作品
| 年分 | 電影                                                           | 導演                                    | 備註                                                                            |
| ---- | -------------------------------------------------------------- | --------------------------------------- | ------------------------------------------------------------------------------- |
| 2002 | 《惡魔的孩子》 Les Diables                                     | 克里斯托夫·魯吉亞                       |                                                                                 |
| 2007 | 《愛上壞女孩》 Naissance des Pieuvres                          | 瑟琳·席安瑪                             | 提名-凱薩獎最有潛力女演員獎                                                     |
| 2011 | 《巴黎妓院回憶錄》 L'Apollonide : Souvenirs de la maison close | 貝特朗·波尼洛                           | (第64屆坎城影展正式競賽片) 盧米埃獎最有潛力女演員獎 提名-凱薩獎最有潛力女演員獎 |
| 2013 | 《美麗失敗者》 Suzanne                                         | 卡黛兒·基耶維蕾                         | 凱薩獎最佳女配角                                                                |
| 2014 | 《不打不相愛》 Les Combattants                                 | 托馬·卡耶                               | 凱薩獎最佳女主角獎 開羅國際影展最佳女演員獎 提名-盧米埃獎最佳女演員             |
| 2014 | 《我們曾深愛過的男人》 L'Homme qu'on aimait trop               | 安德烈·泰希內                           | 提名-盧米埃獎最佳女演員                                                         |
| 2015 | 《禁忌密室》 The Forbidden Room                                | 蓋·馬汀、Evan Johnson                   |                                                                                 |
| 2015 | 《流浪劇團之家》 Les Ogres                                     | 蕾雅·佛奈兒                             |                                                                                 |
| 2016 | 《沒有名字的女孩》 La Fille inconnue                           | 達頓兄弟                                | (第69屆坎城影展正式競賽片)                                                      |
| 2016 | 《夜行盛宴》 Nocturama                                         | 貝特朗·波尼洛                           |                                                                                 |
| 2016 | 《孤兒》 Orpheline                                             | 阿諾·德斯帕里勒斯                       |                                                                                 |
| 2016 | 《Spiritismes》 Spiritismes                                    | Guy Maddin、Evan Johnson、Galen Johnson |                                                                                 |
| 2016 | 《昨日盛開的花朵》 Die Blumen von gestern                      | 克里斯·克勞士                           |                                                                                 |
| 2017 | 《每分钟120击》 120 battements par minute                      | 羅賓·康皮洛                             | (第70屆坎城影展正式競賽片) 提名-凱薩獎最佳女配角                                |
| 2018 | 《國王與平民》 Un Peuple Et Son Roi                            | 皮耶·休雷                               |                                                                                 |
| 2018 | 《舊愛來找碴》 En liberté !                                    | 皮艾爾·沙爾瓦多利                       |                                                                                 |
| 2019 | 《鹿皮奇談》 Le Daim                                           | 昆汀·杜皮爾                             |                                                                                 |
| 2019 | 《燃燒的女子畫像》 Portrait de la jeune fille en feu           | 瑟琳·席安瑪                             | (第72屆坎城影展正式競賽片) 提名-凱薩獎最佳女主角                                |
| 2019 | 《Heroes Don't Die》 Les héros ne meurent jamais               | Aude Léa Rapin                          |                                                                                 |

## 音樂作品
- KOMPROMAT feat. Adèle Haenel - De mon âme à ton âme

## 外部連結
- 阿黛兒·艾奈爾在互联网电影资料库（IMDb）上的資料（英文）